# Молочнокислі бактерії
Молочнокислі бактерії (LAB) — позатаксономічна група грам-позитивних кислотостійких не утворюючих спори бактерій паличкоподібної або кокоїдної форми, що характеризуються спільними метаболічними і фізіологічними характеристиками. Молочнокислі бактерії не складають монофілетичної групи; більшість з них входить до ряду Lactobacillales (хоча включають лише частину від родів ряду), тоді як невелика частка належить до інших рядів типів Firmicutes і Actinobacteria. Ці бактерії зазвичай знаходять в рослинному матеріалі, що розпадається, або молочних продуктах, де вони виробляють молочну кислоту як основний кінцевий продукт ферментації вуглеводів. Ця риса історично стала причиною використання цих бактерій людиною для бродіння, через те, що наявність кислоти запобігає росту інших, потенційно шкідливих бактерій. Деякі молочнокислі бактерії виробляють пептидні бактеріоцини (бактеріальні токсини), що збільшують захист продукту від інших мікроорганізмів. Крім того, молочна кислота та інші метаболіти впливають на органолептичні властивості продуктів харчування. Ці бактерії є одними з небагатьох мікроорганізмів, що вважаються безпечними для споживання в їжу живими, через їх поширеність в продуктах харчування та ролі в здоровій флорі слизу травного тракту. До цієї групи входять такі роди:
Тип Firmicutes ряд Lactobacillales
- Aerococcus
- Carnobacterium
- Enterococcus
- Lactobacillus
- Lactococcus
- Leuconostoc
- Oenococcus
- Pediococcus
- Streptococcus
- Teragenococcus
- Vagococcus
- Weisella

Тип Firmicutes ряд Clostridiales
- Symbiobacterium

Тип і ряд Actinobacteria
- Atopobium
- Bifidobacterium